# Gardnerella vaginalis
Gardnerella vaginalis ist ein oft als gramnegativ angesehenes, aber grampositives, fakultativ anaerobes, unbewegliches Bakterium, das morphologisch einem kurzen (kokkoiden) Stäbchen gleicht. Das zunächst irrtümlich als Haemophilus vaginalis bezeichnete Bakterium wurde in den 1950er Jahren von Hermann L. Gardner (1912–1982) und Charles D. Dukes, einem Mikrobiologen und einem Gynäkologen, entdeckt und charakterisiert. Aufgrund seines Anfärbungsverhaltens kann es auch gramnegativ imponieren.
G. vaginalis ist in geringer Keimzahl Teil der normalen Scheidenflora und in hohen Keimzahlen der hauptsächlich nachzuweisende Keim (Leitkeim) bei der bakteriellen Vaginose, einer bakteriellen Fehlbesiedlung der Scheide. Zunächst relativ harmlos – es kann bei etwa 40 % aller asymptomatischen Frauen nachgewiesen werden – kann es jedoch in der Folge zu einer Entzündung der Scheide, einer Kolpitis (Vaginitis) kommen, die umso leichter entsteht, als durch die vorhandene Fehlbesiedlung die schützende Döderleinflora nicht mehr voll intakt ist. Der Keim kann in den oberen Genitaltrakt aufsteigen (Aszension) und dort zu schweren Infektionen führen.
Meist ist G. vaginalis nicht alleine ursächlich für eine Kolpitis, vielmehr liegt eine Mischinfektion nach atypischer Besiedlung der Vagina mit weiteren (i. d. R. anaeroben) Bakterien, wie z. B. Bacteroides spp., Peptostreptokokken und Mykoplasmen, vor allem Mycoplasma hominis, vor. Liegen G. vaginalis und anaerobe Bakterien in hoher Keimzahl vor, bezeichnet man die resultierende Vaginitis präziser als Aminkolpitis. Mit einem Anteil von etwa 10 % handelt es sich bei dieser um die häufigste Vaginalinfektion.
Gardnerella vaginalis, aber auch andere pathogene Bakterien, sind Ursache für den typischen faulig-fischigen Geruch des Scheidenausflusses bei Frauen, die an einer bakteriellen Vaginose leiden.
Im Falle einer Kolpitis sind im Scheidenabstrich Schlüsselzellen (engl.: Clue cells) sichtbar. Das sind vaginale Epithelzellen, die an ihrer Oberfläche einen dicht stehenden Bakterienrasen aufweisen. Zweites Kriterium sind vermehrte Leukozyten (>10/Gesichtsfeld). Der pH-Wert ist auf über 4,5 erhöht.
Eine länger anhaltende Vaginose/Kolpitis kann zu weiter aufsteigenden Infektionen und schließlich zu Unfruchtbarkeit führen. Besonders während der Schwangerschaft und bei der Geburt sind solche Infektionen gefährlich.
Eine Besiedelung/Infektion mit G. vaginalis kann mit Metronidazol (z. B. Clont®, Vagimid ®), bzw. in Abhängigkeit von der ggf. im Labor ausgetesteten Antibiotikaempfindlichkeit auch mit Penicillin G+V, Ampicillin, Amoxicillin(/Clavulansäure) oder Clindamycin erfolgreich behandelt werden.
Gardnerella vaginalis wird auch mit rezidivierenden Harnwegsinfektionen in Verbindung gebracht.